# Campyloneurus meridionalis
Campyloneurus meridionalis är en stekelart som först beskrevs av Cameron 1906.  Campyloneurus meridionalis ingår i släktet Campyloneurus och familjen bracksteklar. Inga underarter finns listade.